# Okayama
Okayama (jap. 岡山市 Okayama-shi) – miasto w Japonii, ośrodek administracyjny prefektury Okayama, w południowo-zachodniej części wyspy Honsiu.

## Położenie
Miasto leży w południowo-wschodniej części prefektury, graniczy z miastami:

- Kurashiki
- Tamano
- Sōja
- Bizen
- Setouchi
- Akaiwa

## Gospodarka
W mieście rozwinął się przemysł samochodowy, włókienniczy, chemiczny, porcelanowy, stoczniowa, elektrotechniczny oraz rzemieślniczy.

## Historia
Miasto zostało założone 1 czerwca 1889 roku.

## Transport
Okayama jest jednym z niewielu japońskich miast, które utrzymują sieć tramwajową. Jest ważnym węzłem kolejowym łączącym m.in.: Sikoku z regionami San'yō i San'in.
W mieście znajduje się dworzec Okayama.

## Miejsce warte zwiedzenia
- Zamek Okayama

## Galeria

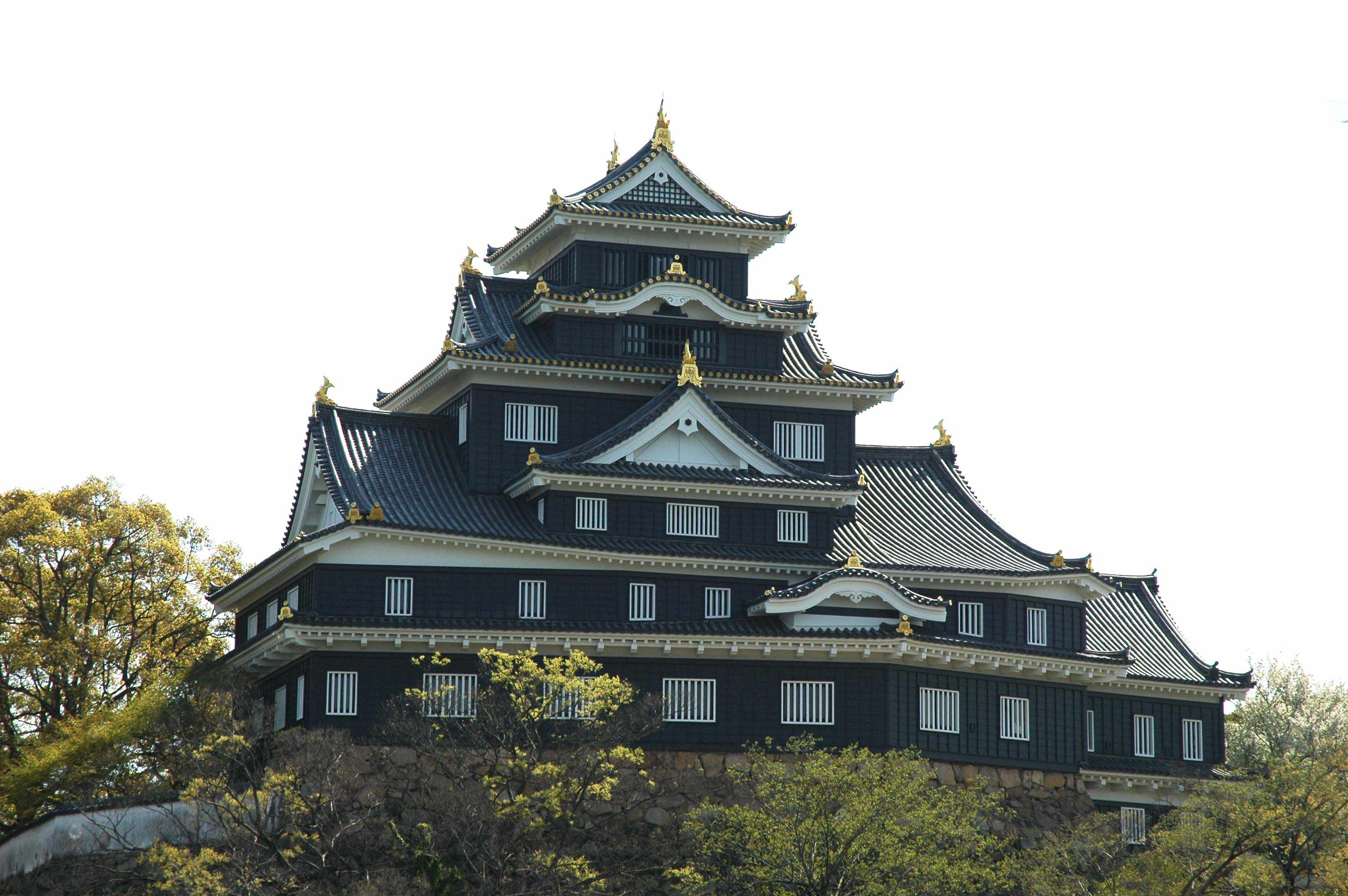
Zamek Okayama
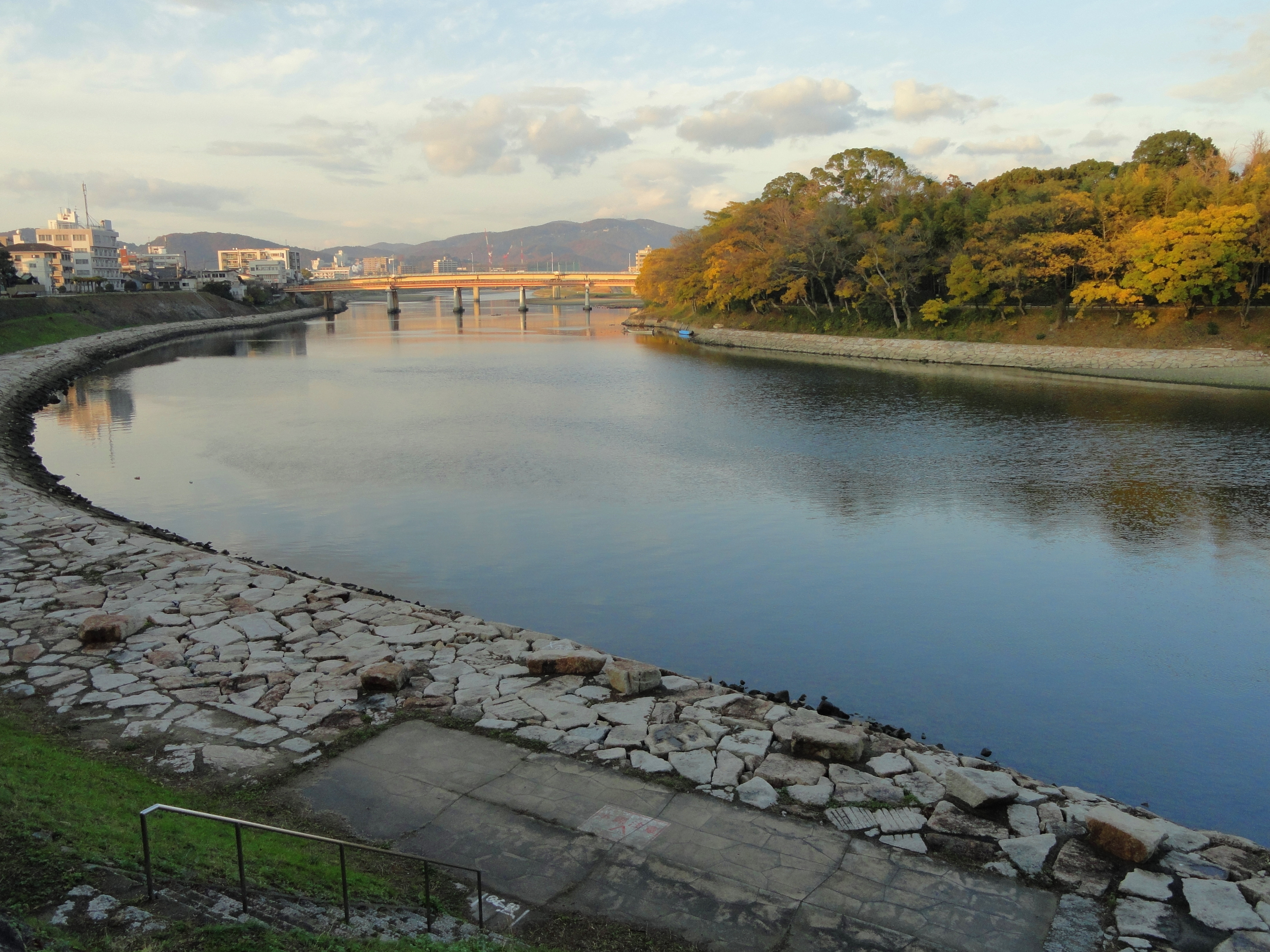
Rzeka Asahi
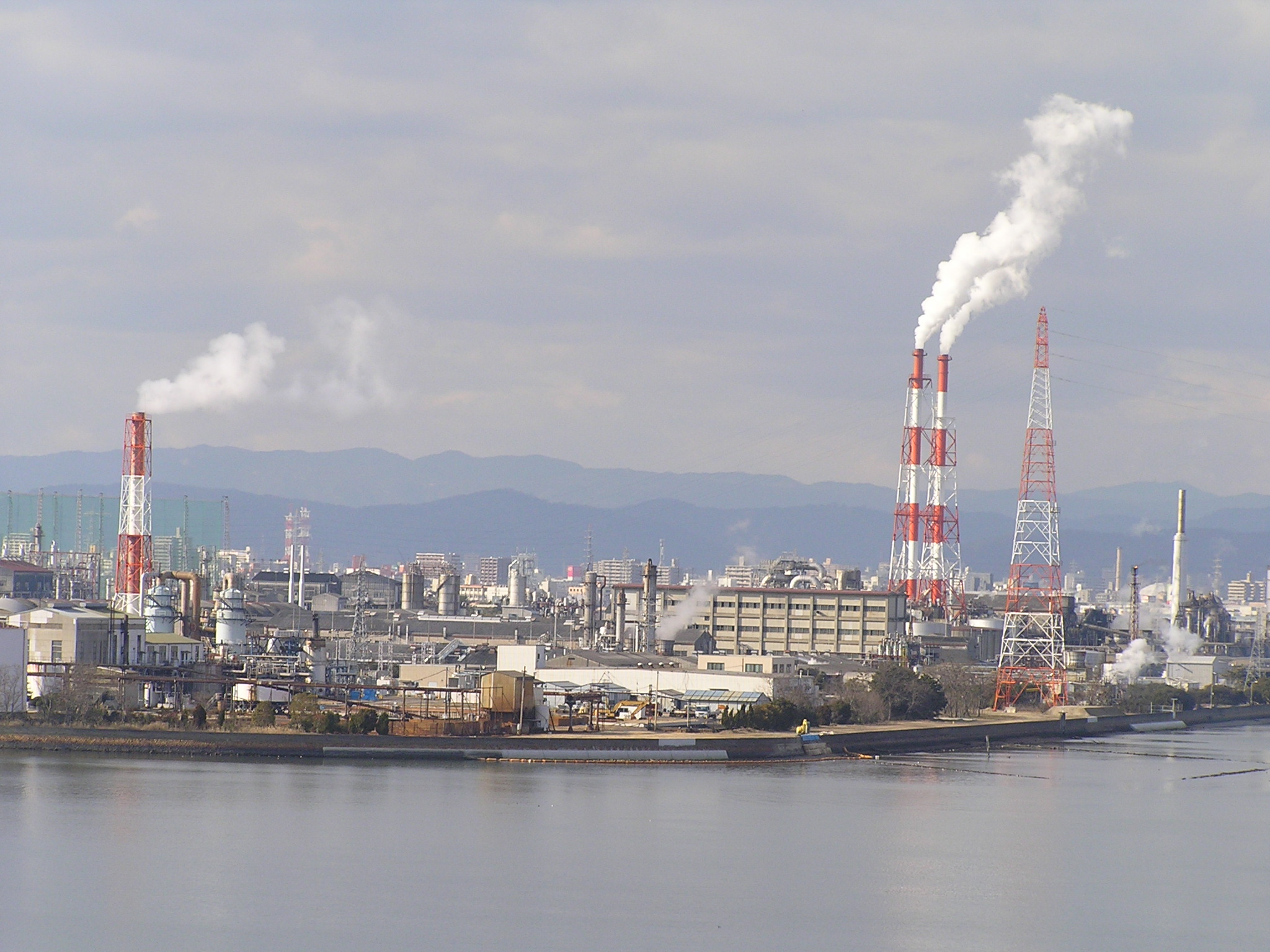
Strefa przemysłowa